# Andorra op de Olympische Winterspelen 1980
Tijdens de Olympische Winterspelen van 1980, die in Lake Placid (Verenigde Staten) werden gehouden, nam Andorra voor de tweede keer deel.

## Deelnemers en resultaten

### Alpineskiën
| Olympiër          | Discipline       | Resultaat | Prestatie                                              |
| ----------------- | ---------------- | --------- | ------------------------------------------------------ |
| Carlos Font (2)   | afdaling (m)     | 35e       | 1.57,81 (+12,31)                                       |
| Carlos Font (2)   | reuzenslalom (m) | 42e       | run 1: 1.29,47 run 2: 1.29,79 totaal: 2.59,26 (+18,52) |
| Carlos Font (2)   | slalom (m)       | 30e       | run 1: 1.02,40 run 2: 1.01,30 totaal: 2.03,70 (+19,44) |
| Miguel Font       | afdaling (m)     | 39e       | 2.02,01 (+16,51)                                       |
| Miguel Font       | reuzenslalom (m) | DNF-2     | run 1: run 2: opgave                                   |
| Miguel Font       | slalom (m)       | DNF-1     | run 1: opgave                                          |
| Patrick Toussaint | afdaling (m)     | DNF       | opgave                                                 |
| Patrick Toussaint | reuzenslalom (m) | 45e       | run 1: 1.31,23 run 2: 1.33,15 totaal: 3.04,38 (+23,64) |
| Patrick Toussaint | slalom (m)       | DNF-1     | run 1: opgave                                          |

Andorra · Argentinië · Australië · België · Bolivia · Bondsrepubliek Duitsland · Bulgarije · Canada · China · Costa Rica · Cyprus · Duitse Democratische Republiek · Finland · Frankrijk · Griekenland · Groot-Brittannië · Hongarije · IJsland · Italië · Japan · Joegoslavië · Libanon · Liechtenstein · Mongolië · Nederland · Nieuw-Zeeland · Noorwegen · Oostenrijk · Polen · Roemenië · Sovjet-Unie · Spanje · Tsjecho-Slowakije · Verenigde Staten · Zuid-Korea · Zweden · Zwitserland